# Izabela Leszczyna
Izabela Dorota Leszczyna (ur. 3 września 1962 w Częstochowie) – polska polityk, nauczycielka i samorządowiec,  posłanka na Sejm VI, VII, VIII, IX i X kadencji (od 2007), sekretarz stanu w Ministerstwie Finansów (2013–2015), wiceprzewodnicząca Platformy Obywatelskiej (od 2021), minister zdrowia w trzecim rządzie Donalda Tuska (2023–2025).

## Życiorys

### Wykształcenie
Absolwentka IV Liceum Ogólnokształcącego im. Henryka Sienkiewicza w Częstochowie. Ukończyła następnie studia z zakresu filologii polskiej na Uniwersytecie Jagiellońskim w Krakowie. Po studiach pracowała w Szkole Podstawowej nr 50 im. gen. Władysława Sikorskiego w Częstochowie. W 1996 została konsultantem w Regionalnym Ośrodku Doskonalenia Nauczycieli „WOM”. Odbyła studia podyplomowe z zakresu filozofii i etyki, zarządzania jakością w organizacjach, pomiaru dydaktycznego i egzaminowania oraz konstruowania i ewaluacji programów nauczania. W 2011 w Szkole Głównej Handlowej w Warszawie ukończyła studia podyplomowe z audytu wewnętrznego i kontroli zarządczej w jednostkach sektora finansów publicznych.

### Działalność polityczna
W 2006 z ramienia Platformy Obywatelskiej została wybrana na radną rady miasta w Częstochowie. W wyborach parlamentarnych w 2007 uzyskała mandat poselski z listy PO. Kandydując w okręgu częstochowskim, otrzymała 11 617 głosów. W wyborach w 2010 bezskutecznie ubiegała się o urząd prezydenta Częstochowy, zdobywając w drugiej turze 13 840 (29,11%) głosów i przegrywając z Krzysztofem Matyjaszczykiem z SLD.
W 2011 kandydowała w wyborach parlamentarnych z drugiego miejsca na liście Platformy Obywatelskiej w okręgu częstochowskim. Została ponownie wybrana na posłankę, otrzymując 18 737 głosów (8,35% głosów oddanych w okręgu). 11 kwietnia 2013 została powołana na stanowisko sekretarza stanu w Ministerstwie Finansów odpowiedzialnego za przejrzyste konstruowanie przepisów podatkowych i edukację ekonomiczną społeczeństwa.
W 2015 z powodzeniem ubiegała się o poselską reelekcję (dostała 19 160 głosów). W listopadzie 2015 zakończyła urzędowanie na stanowisku wiceministra finansów. W Sejmie VIII kadencji została członkinią Komisji Finansów Publicznych oraz Komisji Edukacji, Nauki i Młodzieży.
W wyborach w 2019 utrzymała mandat poselski na kolejną kadencję, otrzymując 36 266 głosów. W lutym 2020 została wybrana na członka zarządu krajowego Platformy Obywatelskiej. Weszła też do sztabu wyborczego kandydatki na prezydenta, Małgorzaty Kidawy-Błońskiej, odpowiadając w nim za program wyborczy. 11 grudnia 2021 została wybrana na wiceprzewodniczącą Platformy Obywatelskiej. W 2023 została wybrana do Sejmu X kadencji, zdobywając 60 549 głosów.
12 grudnia 2023 Sejm X kadencji wybrał ją na urząd ministra zdrowia w trzecim rządzie Donalda Tuska. Następnego dnia została przez prezydenta RP Andrzeja Dudę powołana na to stanowisko. W styczniu 2024 została powołana przez prezydenta w skład Rady Dialogu Społecznego. Funkcję ministra sprawowała do 24 lipca 2025.

## Wyniki wyborcze
| Wybory | Komitet wyborczy      | Komitet wyborczy      | Organ                   | Okręg            | Wynik           |
| ------ | --------------------- | --------------------- | ----------------------- | ---------------- | --------------- |
| 2006   |                       | Platforma Obywatelska | Rada Miasta Częstochowy | nr 2             | 1333 (8,87%)    |
| 2007   | Sejm VI kadencji      | Platforma Obywatelska | nr 28                   | 11 617 (4,54%)   |                 |
| 2010   | Prezydent Częstochowy | Prezydent Częstochowy | 16 815 (21,99%)         |                  |                 |
| 2010   | Prezydent Częstochowy | Prezydent Częstochowy | 13 840 (29,11%)         |                  |                 |
| 2011   | Sejm VII kadencji     | nr 28                 | 18 737 (8,35%)          |                  |                 |
| 2015   | Sejm VIII kadencji    | nr 28                 | 19 160 (8,10%)          |                  |                 |
| 2019   |                       | nr 28                 | Koalicja Obywatelska    | Sejm IX kadencji | 36 266 (12,75%) |
| 2023   | Sejm X kadencji       | nr 28                 | Koalicja Obywatelska    | 60 549 (18,69%)  |                 |